# John Schmitt (Ruderer)
John Victor Schmitt (* 23. Dezember 1901 in Philadelphia, Pennsylvania; † 13. Juni 1991 in Largo, Florida) war ein Ruderer aus den Vereinigten Staaten, der eine olympische Bronzemedaille gewann.

## Karriere
Der für den Pennsylvania Barge Club rudernde Schmitt trat bei den Olympischen Spielen 1928 in Amsterdam zusammen mit Paul McDowell im Zweier ohne Steuermann an. In der ersten Runde besiegten die Amerikaner das belgische Boot, in der zweiten Runde bezwangen sie die Briten, die aber nach der Zeitregelung weiterkamen. Nach einer Halbfinalniederlage gegen den deutschen Zweier gewannen die Amerikaner im Kampf um Bronze gegen die Italiener und erhielten die Bronzemedaille. Im Finale siegten die Deutschen vor den Briten.
Der 1,71 Meter große John Schmitt war einer der kleinsten Ruderer, die bei Olympischen Spielen für die Vereinigten Staaten antraten und nicht als Steuermann fungierten.